# تاريخ الاتحاد السوفيتي (1982-1991)
 يمتد تاريخ الاتحاد السوفيتي منذ عام 1982 إلى عام 1991، منذ وفاة ليونيد بريجنيف وجنازته حتى انهيار الاتحاد السوفيتي. بسبب سنوات من التعزيز العسكري السوفيتي على حساب التنمية المحلية، ركد النمو الاقتصادي. أدت المحاولات الفاشلة للإصلاح، والاقتصاد الراكد، ونجاح الولايات المتحدة ضد قوات الاتحاد السوفيتي في الحرب في أفغانستان إلى شعور عام بالاستياء، وخاصة في جمهوريات البلطيق وأوروبا الشرقية.
خلقت الحريات السياسية والاجتماعية، التي أطلقها الزعيم السوفيتي السابق والأمين العام، ميخائيل غورباتشوف، أجواء من الانتقاد الصريح للنظام الشيوعي. أثر الانخفاض الحاد في أسعار النفط في عامي 1985 و1986 تأثيرا عميقا في تصرفات القيادة السوفيتية.
خلف رئيس مجلس الوزراء نيكولاي تيخونوف، نيكولاي ريزكوف، وخلف القائم بأعمال رئيس مجلس رئاسة مجلس السوفيت الأعلى فاسيلي كوزنتسوف، وزير الخارجية السابق أندريه جروميكو.
بدأت العديد من الجمهوريات بمقاومة السيطرة المركزية، وأدت زيادة الديمقراطية إلى إضعاف الحكومة المركزية. انهار الاتحاد السوفيتي أخيرًا في عام 1991 عندما استولى بوريس يلتسين على السلطة في أعقاب الانقلاب الفاشل الذي حاول الإطاحة بجورباتشوف صاحب العقلية الإصلاحية.

## انتقال القيادة
بحلول عام 1982، كان ركود الاقتصاد السوفيتي واضحًا، كما يتضح من حقيقة أن الاتحاد السوفيتي كان يستورد الحبوب من الولايات المتحدة طوال السبعينيات، ولكن النظام كان متجذرًا إلى درجة أن أي تغيير حقيقي بدا مستحيلًا. استهلك معدل ضخم من الإنفاق الدفاعي أجزاء كبيرة من الاقتصاد. كانت الفترة الانتقالية التي تفصل بين عصر بريجنيف وغورباتشوف تشبه الأولى أكثر بكثير من الأخيرة، على الرغم من أن تلميحات الإصلاح ظهرت في وقت مبكر من عام 1983.

### فترة تنظيم الحكومة لأندروبوف
توفي بريجنيف في 10 نوفمبر 1982. مر يومان بين وفاته والإعلان عن انتخاب يوري أندروبوف أمينا عاما جديدا، مما أشار إلى العديد من الغرباء إلى حدوث صراعٍ على السلطة في الكرملين. قام أندروبوف بمناورة طريقه إلى السلطة من خلال اتصالاته بالـمخابرات الروسية وبكسب دعم الجيش من خلال الوعد بعدم خفض الإنفاق الدفاعي. للمقارنة، كان بعض منافسيه مثل كونستانتين تشيرنينكو متشككين في مسألة الإبقاء على الميزانية العسكرية العالية. كان يبلغ من العمر 69 عامًا، وكان أكبر شخص يُعين أمينًا عامًا وأكبر بـ 11 عامًا من بريجنيف عندما حصل على هذا المنصب. في يونيو 1983، تولى منصب رئيس هيئة رئاسة مجلس السوفيت الأعلى، وبالتالي أصبح رئيس الدولة الاحتفالي. استغرق بريجنيف 13 سنة للحصول على هذا المنصب. بدأ أندروبوف عملية تنظيف شاملة في جميع أنحاء الحزب وبيروقراطية الدولة، وهو قرار أصبح سهلاً بسبب أن متوسط عمر اللجنة المركزية يبلغ 69 عامًا. استبدل أكثر من خُمس الوزراء السوفيات والخط الأول من أُمناء الحزب الإقليمي. أكثر من ثلث رؤساء الأقسام داخل جهاز اللجنة المركزية. ونتيجة لذلك، استبدل القيادة المتقادمة بمسؤولين أصغر سنا وأكثر قوة. لكن قدرة أندروبوف على إعادة تشكيل القيادة العليا كانت مقيدة بسبب عمره وسوء حالته وتأثير منافسه (حليف ليونيد بريجنيف القديم) قسطنطين تشيرنينكو، الذي كان يشرف على شؤون الموظفين في اللجنة المركزية.
كان انتقال السلطة من بريجنيف إلى أندروبوف هو الأول من نوعه في التاريخ السوفيتي، إذ حدث بسلام تام مع عدم سجن أي شخص أو قتله أو إجباره على ترك منصبه.

#### السياسات الداخلية
كانت سياسة أندروبوف المحلية تميل بشدة نحو استعادة النظام في المجتمع السوفيتي. فقد تجنب الإصلاحات السياسية والاقتصادية الجذرية، وبدلاً من ذلك، عزز درجة صغيرة من الصراحة في السياسة والتجارب الاقتصادية المعتدلة المشابهة لتلك التي ارتبطت بمبادرات رئيس الوزراء الراحل أليكسي كوسيجين في منتصف الستينيات. بالتزامن مع هذه التجارب الاقتصادية، أطلق أندروبوف حملة لمكافحة الفساد وصلت إلى أعلى مستويات الحكومة والحزبية. على عكس بريجنيف، الذي كان يمتلك عدة قصور وأسطولًا من السيارات الفاخرة، فقد عاش بكل بساطة. أثناء زيارته لبودابست في أوائل عام 1983، أعرب عن اهتمامه بشيوعية جولاش في المجر، وأن الحجم الهائل للاقتصاد السوفيتي جعل التخطيط الصارم من أعلى إلى أسفل غير عملي. كانت هناك حاجة للتغييرات في عجلة من أمرها في عام 1982 حيث شهدت أسوأ أداء اقتصادي للبلاد منذ الحرب العالمية الثانية، كان نمو الناتج المحلي الإجمالي الحقيقي صفر في المئة.

#### السياسة الخارجية
واجه أندروبوف سلسلة من أزمات السياسة الخارجية: الوضع الحرج للجيش السوفيتي في أفغانستان، ومخاطر التمرد في بولندا، وتزايد العداء مع الصين، وتهديد الحرب في الشرق الأوسط، والمشاكل في إثيوبيا وجنوب إفريقيا. كان التهديد الأكثر أهمية هو «الحرب الباردة الثانية» التي أطلقها الرئيس الأمريكي رونالد ريغان وهجوم محدد على التراجع عما وصفه بأنه «إمبراطورية الشر». كان ريجان يستخدم القوة الاقتصادية الأمريكية، والضعف الاقتصادي السوفيتي، لتصعيد الإنفاق الهائل على الحرب الباردة، مؤكداً على التكنولوجيا المتقدمة التي تفتقر إليها موسكو. كان الرد الرئيسي هو رفع الميزانية العسكرية إلى 70 في المائة من الميزانية الوطنية، وتقديم مساعدات عسكرية قيمتها مليارات الدولارات إلى سوريا والعراق وليبيا واليمن الجنوبي ومنظمة التحرير الفلسطينية وكوبا وكوريا الشمالية. وشمل ذلك الدبابات وناقلات الجنود المدرعة، ومئات الطائرات المقاتلة، وكذلك الأنظمة المضادة للطائرات، وأنظمة المدفعية، وجميع أنواع المعدات عالية التقنية التي كان الاتحاد السوفيتي المورد الرئيسي لحلفائها. كان هدف أندروبوف الرئيسي هو تجنب حرب مفتوحة.
في السياسة الخارجية، استمر الصراع في أفغانستان على الرغم من استكشاف أندروبوف -الذي شعر حينها أن الغزو كان خطأ- الخيارات للانسحاب عن طريق التفاوض. تميز حكم أندروبوف أيضًا بتدهور العلاقات مع الولايات المتحدة. خلال «السير في الغابة» التي حظيت بدعاية واسعة النطاق مع الشخصية السوفيتية يولي كفيتسينسكي، اقترح الدبلوماسي الأمريكي بول نيتز حلاً وسطًا لتخفيض الصواريخ النووية في أوروبا على كلا الجانبين والذي تجاهله المكتب السياسي في النهاية. كتب كفتسنكي فيما بعد أنه على الرغم من جهوده الخاصة، فإن القيادة السوفيتية لم تكن مهتمة بالتسوية، بدلاً من ذلك اعتقدت أن حركات السلام في الغرب ستجبر الأمريكيين على الاستسلام. في 8 مارس 1983، خلال عهد أندروبوف كأمين عام، وصف الرئيس الأمريكي رونالد ريغان الاتحاد السوفيتي بأنه «إمبراطورية شريرة». في نفس الشهر، في 23 مارس، أعلن ريغان عن مبادرة الدفاع الاستراتيجي. زعم ريغان أن هذا البرنامج البحثي في مجال الدفاع الصاروخي البالستي سيكون «متوافقًا مع التزاماتنا بموجب معاهدة الحد من الصواريخ الباليستية». ومع ذلك، رفض أندروبوف هذا الادعاء، وقال «لقد حان الوقت لأن تتوقف واشنطن... وبحثها عن أفضل السبل لإطلاق الحرب النووية... الانخراط في هذه الأعمال ليس فقط غير مسؤول. إنه مجنون».
في أغسطس عام 1983، أصدر أندروبوف إعلانًا عن توقف البلاد لجميع الأعمال المتعلقة بالأسلحة الفضائية. كان أحد أفعاله البارزة رده على رسالة من طفلة أمريكية تبلغ من العمر 10 أعوام من مين تدعى سامانثا سميث، يدعوها إلى الاتحاد السوفيتي. وقد قدمت، لكن مرض أندروبوف الحاد أصبح معروفًا عندما كان مريضًا جدًا لرؤيتها. وفي الوقت نفسه، عُلقت محادثات الحد من الأسلحة النووية المتوسطة المدى في أوروبا من قبل الاتحاد السوفيتي في نوفمبر 1983، وبحلول نهاية العام، كان السوفييت قد قطعوا جميع مفاوضات تحديد الأسلحة. جاءت الدعاية السيئة الهائلة في جميع أنحاء العالم عندما أسقط المقاتلون السوفييت طائرة نفاثة مدنية، الكورية Air Flight KAL-007، التي كانت تقل 269 راكباً وطاقم. كانت قد انحرفت إلى الاتحاد السوفيتي في 1 سبتمبر 1983 على طريقها المقرر من أنكوراج في ألاسكا، إلى سيول في كوريا الجنوبية. أبقى أندروبوف سراً على حقيقة أن الاتحاد السوفيتي كان بحوزته الصندوق الأسود من KAL 007 الذي أثبت أن الطيار قد ارتكب خطأ مطبعي عند إدخال البيانات في الطيار الآلي. كان النظام السوفيتي غير مستعد للتعامل مع طائرة مدنية، وكان إسقاط الطائرة مسألة اتباع أوامر دون سؤال. بدلاً من الاعتراف بحادث، أعلنت وسائل الإعلام السوفيتية عن قرار شجاع لمواجهة استفزاز غربي. جنبا إلى جنب مع تفسير مصداقيته المنخفض في عام 1986 عن انهيار المفاعل النووي في تشيرنوبيل، أظهرت الحلقة عجزًا عن التعامل مع أزمات العلاقات العامة؛ كان نظام الدعاية يستهدف فقط الأشخاص الذين كانوا بالفعل أصدقاء ملتزمين بالاتحاد السوفيتي. تصاعدت كلتا الأزمتين بسبب الإخفاقات التكنولوجية والتنظيمية، بالإضافة إلى الخطأ البشري.
تدهورت العلاقات بين الولايات المتحدة والاتحاد السوفيتي بسرعة، خاصة بعد مارس 1983، عندما وصف ريغان الاتحاد السوفيتي بأنه «إمبراطورية شريرة». اتهمت وكالة الأنباء الرسمية «تاس» ريغان بـ «التفكير فقط فيما يتعلق بالمواجهة والعدائية والمناهضة للشيوعية». كان الغضب السوفيتي الإضافي موجهاً نحو تمركز ريجان في الصواريخ النووية متوسطة المدى في أوروبا الغربية. في أفغانستان وأنغولا ونيكاراغوا وأماكن أخرى، بموجب عقيدة ريغان، بدأت الولايات المتحدة في تقويض الحكومات المدعومة من الاتحاد السوفيتي من خلال توفير الأسلحة لحركات المقاومة المناهضة للشيوعية في هذه البلدان.